# Алексино (Опочецкий район)
Алексино — деревня в Опочецком районе Псковской области России. Входит в состав Глубоковской волости.
Расположена на берегу реки Черница, в 18 км к юго-востоку от города Опочка, к юго-востоку от озера Чёрное (Комиссаровское или Черницкое).
Численность населения по состоянию на 2000 год составляла 21 человек, на 2012 год — 4 человека.
В начале XX века деревня Алексине слилась с соседним Черницким погостом. Близ Алексина была расположена древняя крепость Черница.